# Triencentrus nigrospinosus
Triencentrus nigrospinosus är en insektsart som först beskrevs av Brunner von Wattenwyl 1895.  Triencentrus nigrospinosus ingår i släktet Triencentrus och familjen vårtbitare. Inga underarter finns listade i Catalogue of Life.